# Молини ди Триора
Молини ди Триора (итал. Molini di Triora) је насеље у Италији у округу Империја, региону Лигурија.
Према процени из 2011. у насељу је живело 232 становника. Насеље се налази на надморској висини од 460 м.

## Становништво
Према резултатима пописа становништва 2011. у општини је живело 626 становника.
| 1936. | 1951. | 1961. | 1971. | 1981. | 1991. | 2001. | 2011. |
| ----- | ----- | ----- | ----- | ----- | ----- | ----- | ----- |
| 2.118 | 1.791 | 1.461 | 1.111 | 824   | 726   | 695   | 626   |